# Olympia Looping

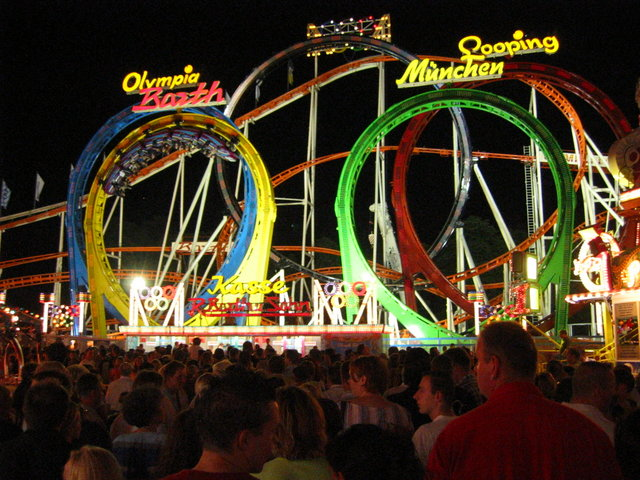
Olympia Looping presso l'Oktoberfest di Monaco di Baviera

L'Olympia Looping è uno tra i più grandi ottovolanti mobili del mondo, dotato di cinque looping.

## Storia
L'attrazione è presente all'Oktoberfest di Monaco di Baviera dal 1989 e viene considerato uno dei più grandi ottovolanti mobili del mondo. Il progetto è dello studio Ingenieur Büro Stengel, il principale studio d'ingegneria al mondo specializzato nella progettazione di montagne russe che ha sede in Germania nei pressi di Monaco.

## Caratteristiche
La struttura ha una altezza di 32,5 metri ed una lunghezza complessiva di circa 1250 metri. I vagoncini possono raggiungere la velocità di circa 80 km/h con una accelerazione sino a 5,2 g. Il peso totale della struttura in acciaio è di 900 tonnellate e per la sua installazione necessita di una superficie rettangolare dalle dimensioni di 86,5 metri e 38,5 metri.

## Situazione recente
L'Olympia Looping è stato trasportato per la prima volta al Prater di Vienna nel 2016.